# Madan Lal Mehta
Pour les articles homonymes, voir Mehta.
Madan Lal Mehta, né le 24 décembre 1932 et mort le 10 décembre 2006, est un physicien théorique d'origine indienne.

## Biographie
Décédé à Udaipur (ville indienne de l'État du Rajasthan), Madan Lal Mehta fut l'un des pionniers de la théorie des matrices aléatoires. Physicien théoricien, ancien directeur de Recherche au CNRS, il a fait une grande partie de sa carrière au Service de physique théorique du CEA à Saclay.
Né à Relmagra (Udaipur) le 24 décembre 1932, Madan Lal Mehta obtint en 1956 son « master of Science » en mathématiques de l’Université de Rajasthan (Jaipur). Après deux ans au Tata Institute of Fundamental Research de Bombay, il vint en France en novembre 1958 dans le Service de Physique Mathématique (aujourd’hui Institut de Physique Théorique) du Centre d’Études Nucléaires de Saclay.
Madan Lal Mehta séjourna en 1962-1963 à Princeton, établissant une collaboration durable avec F.J. Dyson, qui avait généralisé le modèle original de E.P. Wigner. Il retourna en Inde à l’Université de Delhi avant de séjourner à nouveau aux États-Unis en 1966-1967 à l’Université de Princeton et au Laboratoire national d’Argonne. Il revint en France au Service de Physique Théorique du CEA Saclay en septembre 1967 où il resta jusqu’à la fin de sa carrière et son retour dans son pays natal en janvier 2005. Recruté au CNRS en 1970, il acquit la nationalité française en 1971. Madan Lal Mehta fit également différents séjours scientifiques au Mexique, en Australie, au Japon et en Chine. Il pratiquait à des degrés divers, en plus de l’hindi et diverses langues de l’Inde, l’anglais, le français, le russe, le japonais et le chinois.

## Travaux en physique
M.L. Mehta est mondialement connu pour ses travaux sur les matrices aléatoires. Il développa ses travaux au cours des années 1959-1961 à Saclay, dans le service dirigé par Claude Bloch. Considérées dès 1928 par John Wishart en statistique, les matrices aléatoires furent introduites en physique nucléaire en 1951 par Eugene P. Wigner qui émit l’hypothèse que les énergies d’excitation des noyaux lourds se comportent comme les valeurs propres d’une matrice dont les éléments sont distribués au hasard. Les résultats expérimentaux et numériques accumulés durant les années 1950 vinrent corroborer l’hypothèse avancée sans que l’on parvienne à déterminer la distribution de ces valeurs propres. Dans deux articles publiés en 1960, Madan Lal Mehta et Michel Gaudin obtinrent les premiers résultats analytiques, jetant les bases de la méthode dite des polynômes orthogonaux (dont le développement permit de déterminer exactement les propriétés statistiques d’ensembles fondamentaux de matrices aléatoires et d’en étudier la limite pour des matrices de grande taille). Ces avancées décisives valurent à Madan Lal Mehta d’être invité par E.P. Wigner à l’Institute for Advanced Studies de Princeton (USA). Avant de répondre à cette invitation, Madan Lal Mehta obtint son doctorat d’état en Sciences Physiques de l’Université de Paris sous la direction de Claude Bloch en décembre 1961 sur un sujet concernant la matière nucléaire à basse densité.
Tout en s’attaquant à différents problèmes mathématiques inspirés de la physique (théorie des groupes, théorie des nœuds, polynômes orthogonaux, …), Madan Lal Mehta consacra l’essentiel de son activité scientifique aux matrices aléatoires. Outre M. Gaudin et F.J. Dyson, ses principaux collaborateurs dans ce domaine furent P.K. Srivastava, N. Rozenzweig, J. des Cloizeaux, G. Mahoux, A. Pandey, J.-M. Normand et B. Eynard.
Les travaux de Madan Lal Mehta ont inspiré, en particulier au travers de contacts directs avec J.-L. Pichard (CEA Saclay) et O. Bohigas (CNRS Université d’Orsay), bien d’autres développements, tels que l’étude des systèmes désordonnés et mésoscopiques et du chaos quantique. Les applications des matrices aléatoires se sont étendues aux spectres atomiques et moléculaires. De nouvelles méthodes d’étude ont été élaborées (développements perturbatifs, méthode du col, méthode des répliques, méthode supersymétrique, méthode de théorie des groupes, méthode de renormalisation, …). Les idées de G.T. Hooft en 1974, puis les développements théoriques des années 1980, ont mis en évidence les relations profondes entre matrices aléatoires, développements topologiques en théorie des champs et surfaces aléatoires, ouvrant de nouveaux domaines d’application. Les modèles de matrices aléatoires sont actuellement utilisés dans de grands problèmes, tant de la physique théorique (systèmes désordonnés, systèmes mésoscopiques, chaos quantique, turbulence, chromodynamique quantique en physique des particules, surfaces aléatoires, gravitation quantique, théorie des cordes, mécanique statistique sur réseaux aléatoires, théories conformes et modèles intégrables, …), que des mathématiques (zéros de la fonction zéta, théorie des nombres, géométrie algébrique, combinatoire, …). L’œuvre de Madan Lal Mehta continue à servir de base à bon nombre de ces applications et développements de la théorie des matrices aléatoires.
Madan Lal Mehta a publié deux livres sur les matrices aléatoires, « Random Matrices » édité en 1967 (avec un 3e en 2004), et un ouvrage sur les matrices d’abord publié en Inde en 1977, puis en France en 1988.

## Œuvres
- Madan Lal Mehta ; On the statistical properties of the level-spacings in nuclear spectra, Nuclear Physics 18 (1960), 395-419.
- Madan Lal Mehta ; Random matrices. Cette bible a fait l'objet de trois éditions de volume croissant :
- Random Matrices and the Statistical Theory of Energy Levels, Academic Press  (New York - 1967), 259 pp.
- Random Matrices (2e édition révisée et augmentée), Academic Press (New York, San Diego - 1991), 562 pp.
- Random matrices (3e édition), Pure and Applied Mathematics Series 142, Elsevier (London - 2004), 688 pp.  (ISBN 0-12-088409-7).
- Madan Lal Mehta ; Random matrices in nuclear physics and number theory, dans : J.E. Cohen, H. Kesten et C.M. Newman  (eds.) ; Proceedings of the AMS-IMS-SIAM Joint Summer Conference, Bowdoin College, Brunswick, Maine, États-Unis (June 1984), Contemporary Mathematics 50 (1986), 295-309.

## Articles liés
- Matrices aléatoires
- Physique théorique